# Нюховец
Нюховец — село в составе Горловского сельского поселения Скопинского района Рязанской области.

## География
Село расположено в 13 км на север от центра поселения села Горлово и в 49 км на северо-запад от райцентра города Скопин.

## История
Николаевская церковь в селе Нюховец, принадлежавшем к Моржевскому стану, упоминается в окладных книгах 1676 года, где при ней в приходе числилось 52 двора, в том числе 4 двора боярских. 
В XIX — начале XX века село входило в состав Лужковской волости Михайловского уезда Рязанской губернии. В 1906 году в селе было 75 дворов. 
С 1929 года село являлось центром Нюховецкого сельсовета Горловского района Тульского округа Московской области, с 1937 года — в составе  Рязанской области, с 1959 года — в составе Скопинского района, с 2005 года — в составе Горловского сельского поселения. 

## Население
| 1859 | 1897 | 1906 | 2010 |
| ---- | ---- | ---- | ---- |
| 521  | →521 | ↗587 | ↘19  |